# Petter Karlsson (slädhundförare)
Petter Karlsson, född den 6 september 1975 i Slussfors i Sverige, är en svensk slädhundsförare och regerande världsmästare i långdistans slädhundskörning. Han har vunnit Europas längsta slädhundslopp, Finnmarksløpet, fyra gånger (2016, 2018, 2023 och 2024). Han var även den första icke-norskfödda att stå högst på prispallen.

## Sportslig karriär
Karlssons karriär som slädhundsförare började i slutet av 1990-talet. År 2005 vann han Europamästerskapen på medeldistans i Hamar, Norge.
De senaste årtiondena har Petter främst tävlat i långdistans. År 2008 vann han det prestigefyllda La Grande Odyssée Savoie Mont Blanc i Alperna, med tiden 36:03:51.
År 2016 vann han för första gången Europas längsta slädhundslopp, Finnmarksløpet. Han var den första icke-norska att nå denna framgång och bröt därmed den norska dominansen i sporten. Året därpå vann han även Femundløpet.
År 2018 återvände svensken till Finnmarksløpet och tog hem segern med 7 minuters ledning över norska Birgitte Næss.
Karlsson var också i ledningen när loppet 2020 fick ställas in på grund av Covid-pandemin. Loppet ställdes också in de följande åren på grund av pandemin.
Finnmarksløpet 2023 var också världsmästerskapet i långdistans, som Karlsson vann med tiden 6 dagar 19 timmar 35 minuter.
År 2024 vann han Finnmarksløpet för fjärde gången på tiden 7 dagar 9 timmar och 30 minuter. Förutom segern belönades han med priset Best Dog Care Award av tävlingens veterinärer.
År 2025 vann han Femundlopet igen och försvarade därmed sin världsmästartitel från 2023. Han satte också ett nytt rekord för distansen.
Karlssons hundar har också deltagit i många lopp med andra hundförare, där de har uppnått utmärkta resultat.

## Priser och utmärkelser
Förutom de olika segrarna i sin karriär har Karlsson hedrats med flera idrottsutmärkelser. År 2024 hedrades han av Svenska Draghundsportförbundet med Segebadenplaketten för sina idrottsliga prestationer. Han är den första personen att få denna utmärkelse på 11 år.
Vid Finnmarksløpet 2020 respektive 2024 hedrades Karlsson med Best Dog Care Award, ett pris som delas ut av de officiella tävlingsveterinärerna till den förare som har visat störst omsorg om sina hundar under loppet.

## Personligt
Karlsson är aktiv uppfödare av Alaskan Huskies och erbjuder 5-dagars turer och expeditioner för gäster. Hans kennel består för närvarande av cirka 90 hundar. Förutom hundspannskörning är Karlsson också lantbrukare. Han är gift och har tre barn. Han bor med sin familj i Slussfors, Sverige.

## Sportsliga framgångar
| Year | Pos | Race                  | Distance  | Time        | Notes              | Ref    |
| ---- | --- | --------------------- | --------- | ----------- | ------------------ | ------ |
| 2005 | 1   | European Championship | 3 × 48 km | 00d 05h 48m |                    | [ 26 ] |
| 2008 | 1   | La Grande Odyssée     | 900 km    | 01d 12h 03m |                    | [ 27 ] |
| 2011 | 2   | Amundsen Race         | 349 km    | 01d 02h 46m |                    | [ 28 ] |
| 2013 | 2   | Amundsen Race         | 307 km    | 00d 20h 17m |                    | [ 29 ] |
| 2016 | 1   | Finnmarksløpet        | 1047 km   | 06d 00h 03m |                    | [ 30 ] |
| 2017 | 1   | Femundløpet           | 600 km    |             |                    | [ 31 ] |
| 2018 | 1   | Finnmarksløpet        | 1209 km   | 07d 02h 47m |                    | [ 32 ] |
| 2023 | 1   | Finnmarksløpet        | 1209 km   | 06d 19h 35m | världsmästerskapet | [ 32 ] |
| 2024 | 1   | Finnmarksløpet        | 1243 km   | 09d 07h 30m |                    | [ 32 ] |
| 2025 | 1   | Femundløpet           | 610 km    | 02d 17h 33m | världsmästerskapet | [ 20 ] |